# Daniel O. Fagunwa
Daniel Olorunfemi Fagunwa (ur. 1903 w Oke Igbo  – zm. 9 grudnia 1963) - pisarz nigeryjski, z pochodzenia Joruba. Był pionierem pisarstwa w języku joruba. Jego powieści łączą realistyczny opis współczesnej autorowi Nigerii z wątkami zaczerpniętymi z folkloru i mitologii Jorubów. Wywarł duży wpływ na angielskojęzycznych pisarzy Nigerii, m.in. na Amosa Tutuolę. Jego debiutancką powieść Ogboju Ode ninu Igbo Irunmale przełożył na angielski Wole Soyinka, również Joruba (tyt. ang. The Forest of Thousand Demons: A Hunter's Saga).

## Dzieła
- 1949 Igbo Olodumare
- 1949 Ireke-Onibudo
- 1950 Ogboju Ode ninu Igbo Irunmale
- 1954 Irinkerindo ninu Igbo Elegbeje
- 1961 Adiitu-Olodumare